# 盾翅藤
盾翅藤（学名：Aspidopterys glabriuscula），为金虎尾科盾翅藤属下的一个植物种。